# دجغاه (مقاطعة فراشبند)
دجغاه (بالفارسية: دژگاه) هي قرية تقع في قسم دجغاه الريفي في إيران. يقدر عدد سكانها بـ 357 نسمة بحسب إحصاء 2016.